# Talk魂765 Go!Go!イチ
『Talk魂765 Go!Go!イチ（とーこん ななろくご・ごごいち）』は、2009年3月30日から2013年3月29日まで山梨放送（YBSラジオ）で放送されていたラジオ番組。通称『Go!Go!イチ（ゴゴイチ）』

## 概要
2009年3月に終了した『ふぁん☆タメ』に代わり放送されているYBSラジオの昼の生放送ワイド番組。『ふぁん☆タメ』ではパーソナリティが1人（ワンマン）であったのに対し、本番組では2人になっている。しかし、2011年4月からは再び1人で担当するようになった。
- なお、火・水曜にレギュラー出演しているバカボン鬼塚は、同じく2009年3月終了の『はんちんぐ』から時間帯を移動して出演している。

以前はふぁん☆タメと同様にON AIR曲のリストとライブカメラが公式サイトで公開されていたが今はライブカメラは公開されていない。

## 放送時間
- 月 - 木曜日 13:00 - 16:30
- 金曜日 13:00 - 16:25[注 1]

## 出演者

### 現在の出演者
太字はYBSアナウンサー
- 横内洋樹（月曜担当）
- 難波紀伝（火・水曜担当）
- 依田智子（火・水曜担当）
- バカボン鬼塚（木・金曜担当）

コーナー出演
- 須藤大輔 - 水曜日15時台のサッカーコーナーに出演
- 馬場憲一（ざぶとん亭）[1] [2][3] [4] - 火曜日15時台のコーナーに出演

スコーパーキャスター
- 加藤明子
- 角田郁帆
- 横川紘子

### 過去の出演者
太字はYBSアナウンサー
- 櫻井和明（2012年3月まで）
- 原香緒里（2010年3月まで）
- 中込真理子（2011年3月まで）
- 石河茉美（2010年4月～2011年3月まで）
- 林マヤ（2012年3月まで）
- 小倉隆史 - 水曜日15時台のサッカーコーナーに出演（2011年9月まで）

## 主なコーナー
- 14:00 (共通)問う魂Quizリズム5
- 14:15 (木)Talk魂タイムトラベラーズ
- 14:30 (月)マヤマヤの一鉢入魂、(火)バカボン・トランス・アワー、(水)バカボンMUSIC魂
- 15:05 (木)GOGOイチ!歌謡JUKE BOX
- 15:30 (月)略ダス、(火)Talk魂GOODSの鬼、(水)中込真理子の「LOVE姫ダイアモンド」、(木)小倉隆史Straight Football、(金)ざぶとん亭馬場ちゃんの笑アップFriday
- 16:00 (火)ラジオ裁判Talk魂ジャッジマン、(水)思い出横丁、(金)我が家のノーマルグッドちょい悪家族